# Cultura Indiei

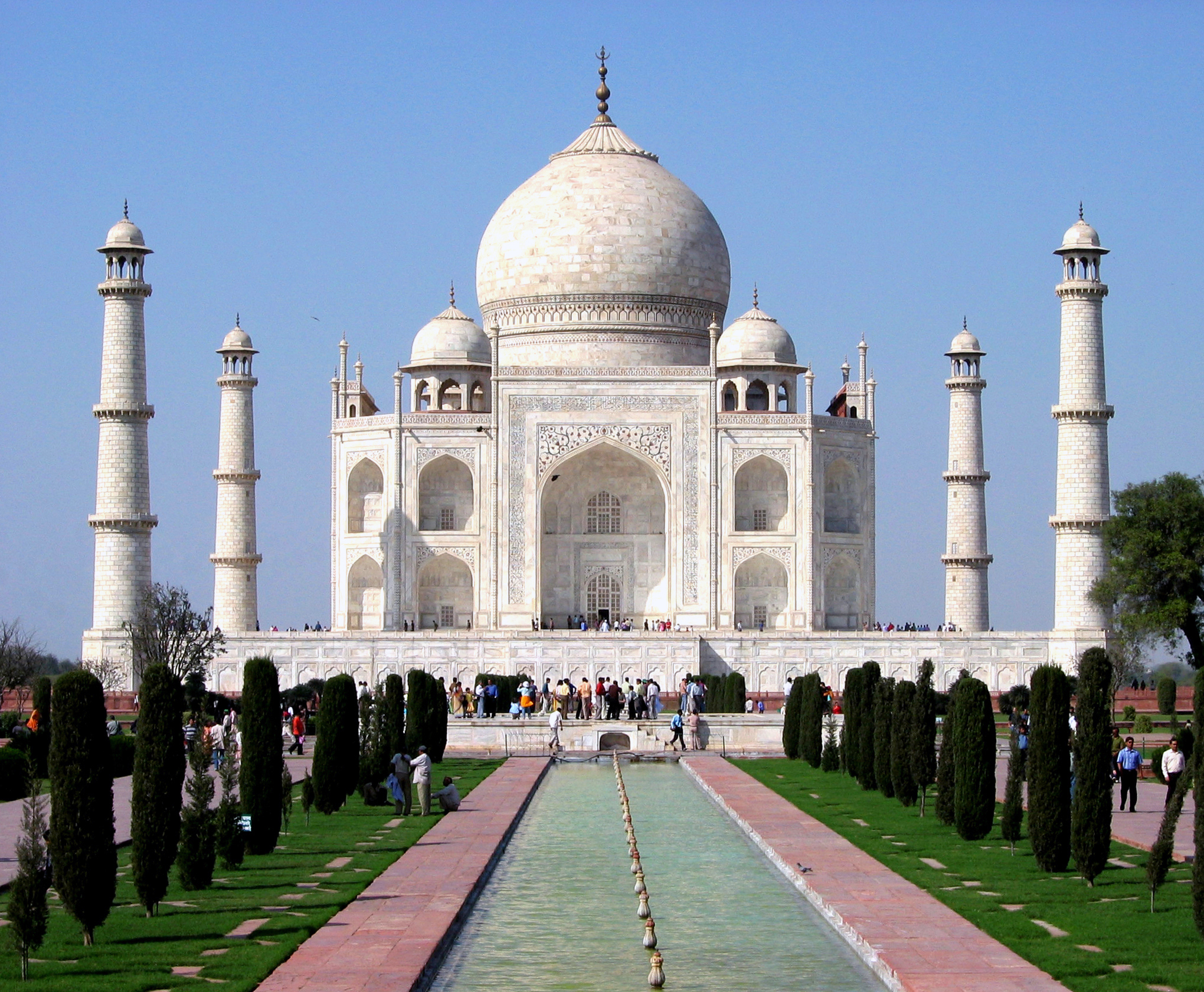
Taj Mahal, unul dintre simbolurile Indiei.

Cultura Indiei este marcată de un grad ridicat de sincretism. Multe practici, limbi, obiceiuri și monumente indiene servesc drept exemplu: edificii arhitecturale inspirate din arhitectura islamică, ca Taj Mahal, sunt moștenirea dinastiei mogole. Așadar, cultura indiană este rezultatul unor tradiții care au combinat elemente heterogene ale civilizațiilor prezente pe teritoriul indian ca urmare a invaziilor sau a migrațiilor și care au marcat țara la un moment dat.

## Muzica
Muzica indiană este foarte diversificată.
Muzica clasică este în principal dedublată între tradițiile indiene hindustane din nord si carnatice din sud.
Formele muzicii cu un caracter pronunțat regional includ muzica filmi și muzica folclorica ca Bhangra.
Există multe forme clasice de dans: Bharata natyam;
Kathakali; Kathak ;Kuchipudi; Manipudi; Odissi si Yakshagana.
Ele sunt deseori însoțite de o formă narativă și sunt de obicei marcate de elemente religioase.

## Literatura

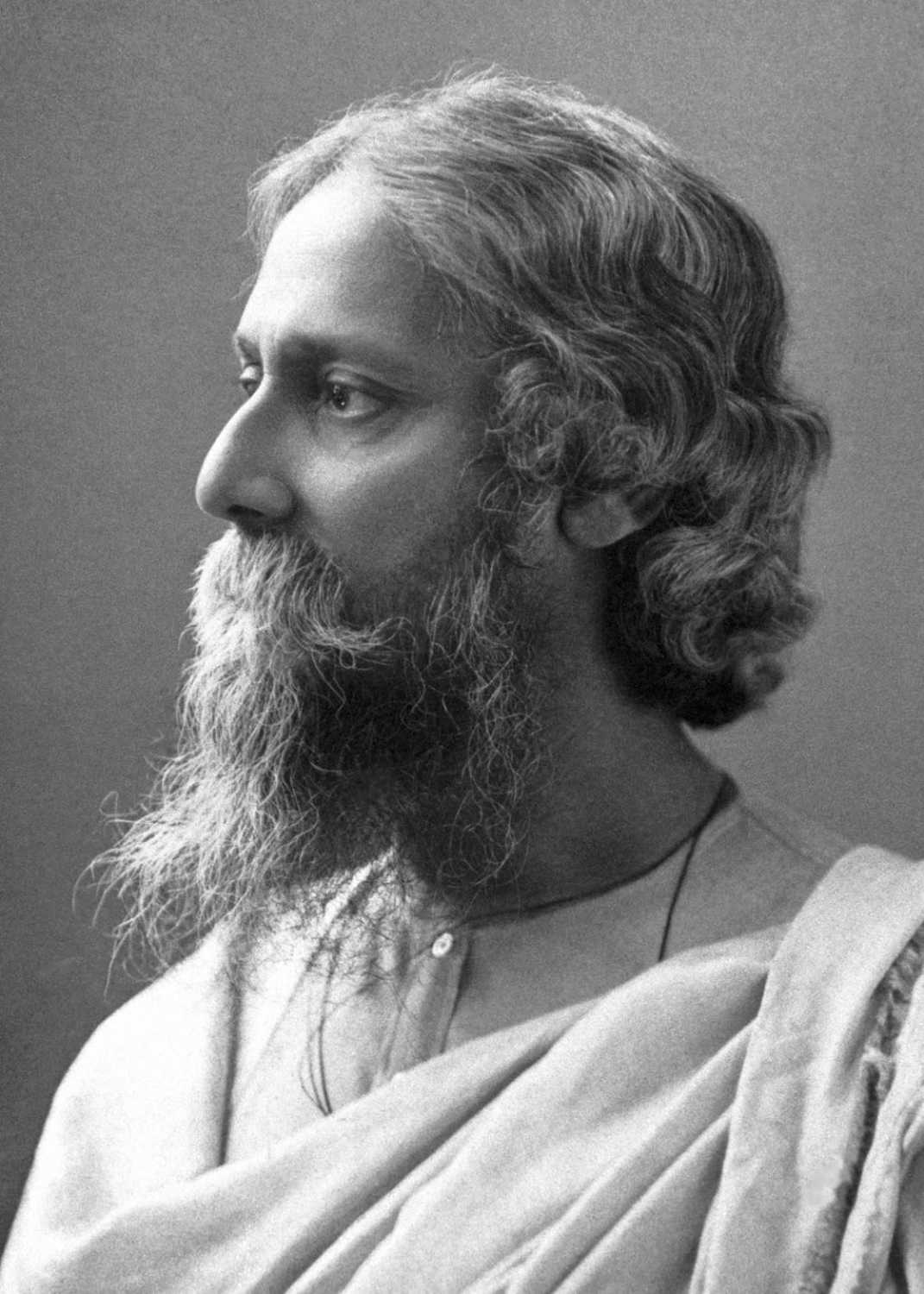
Rabindranath Tagore, primul asiatic laureat al Premiului Nobel, 1913

Tradițiile literare cele mai vechi împrumutau în special forma orală, forma scrisă făcându-și apariția mai târziu.
Literatura religioasă hindusă scrisă în sanscrită, ca Vedele, Ramayana și Mahabharata ocupă un loc important în cultura indiană și sunt adaptate și în zilele noastre în opere ficționale, în teatru sau în cinematografie. Un alt tip de literatură important din acea perioadă este Literatura tamulă clasică din regiunea Tamil Nadu, și ea la fel de veche. Sanscrita ca și limba tamulă clasică sunt limbi savante care nu sunt accesibile decât unui grup foarte restrâns de indivizi intelectuali. Literatura în limba hindusă, bengaleză, sau în urdu se dezvoltă începând cu secolul al X- lea. Textele sunt fie în versuri sau îin proză, cu un mesaj religios și deseori inspirat din legendele vechi sau din epopee.
Sub influența colonizării britanice, autorii indieni ai erei moderne, dintre care bengalezul Rabindranath Tagore, scriu în limba engleză ca și in limba lor maternă.
Începând cu secolul al XX- lea și în epoca contemporana,mulți scriitori,printre care câțiva se bucură de un renume internațional ca Salman Rushdie, Anita Desai, Amitav Gosh, Vikram Seth sau Arundhati Roy au contribuit la dezvoltarea unei ficțiuni indiene în limba engleză diferită de narațiunea clasică caracteristică predecesorilor lor( în special lui R.K.Narayan, considerat a fi unul din creatorii romanului indian scris în limba engleză). Operele lor poartă amprenta curentului postcolonialist, în care temele identității naționale, istorice, ale reflexiei asupra opresiunii coloniale se unesc într- o interogație asupra a ceea ce stă la baza identității individului, asupra dificultății de a trăi ruptura dintre tradiție și modernitate, asupra conflictului cultural. Această căutare de identitate se realizează prin intermediul limbii engleze, limba colonizatorului, reinventată și însușită, care stă martoră uneori a voinței de a crea un limbaj și o estetică proprie și chiar de a se exprima depășind dificultatea de a scrie cu cuvinte „ venite din altă parte”, după cum spune R.K.Narayan. Autor de ficțiune, de poezii și eseuri literare, dintre care unele au obținut premii intrenaționale, Amit Chaudhuri ocupă și el un loc de frunte în tânăra generație a literaturii anglo-indiene. Într-un registru intimist, el reflectează asupra familiei și a conjugalității în căminele clasei de mijloc. Hari Kunzru a publicat recent o epopee comică pe tema căutării identității, ilustrând renașterea tendințelor individualiste care sunt în floare în cadrul clasei de mijloc rezidente în metropolele indiene. Kiran Desai s-a remarcat prin obținerea premiului „ Man Booker Price” în 2006 cu o operă ilustrând tensiunea trăită de generația actuală între moștenirea familială și aspirațiile individuale.
Postcolonialismul, curent literar de mare amploare care a atins atât țările din sud și Occidentul, a favorizat în India exprimarea literară a grupurilor minoritare cărora în mod tradițional li-se vedea interzisă capacitatea de a produce opere culturale. Astfel, scriitori, dramaturgi și poeți „ dalits” (sau „ oameni decăzuți” în marathi, nume dat celor care au renunțat la castele de neatins din care proveneau pentru a își contesta locul în societatea hindusă) au reîmprospătat formele literare clasice, printr-un limbaj neobișnuit de concret folosit pentru a descrie condiția lor de oprimați, contribuind în acest mod la îmbogațirea temelor și a formelor literaturii naționale.

## Cinematografie
Industria cinematografică indiană este cea mai prolifică din lume. Centrul său este constituit de producția Bollywood- ului, nume derivat de la Bombay, veche denumire a orașului Mumbai, ale cărui studiouri sunt situate în capitala statului Maharashtra și care realizează în principal filme comerciale în hindi. Industria este de asemenea înfloritoare în zona orașului Kolkata, Chennai sau Kerala. Există de asemenea și o producție deloc neglijabilă de filme în limba telugu, kannada, malayam, tamul, bengaleză sau marathi. Cinematografia este o artă și o formă de divertisment foarte populară în India: indiferent de vârstă, sex, castă, origine socială sau geografică a indienilor, aceștia din urmă frecventează masiv sălile de cinema. Actorii cei mai cunoscuți se bucură astfel de un prestigiu inegal în societățile noastre, iar legăturile dintre industria filmului și politică sunt deseori foarte strânse,unii actori ocupând posturi guvernamentale importante ca M.G. Ramachandran, actor tamul popular devenit prim-ministru  al statului Tamil-Nadu.
În afară de această producție în masă uneori stereotipă, exista de asemenea o cinematografie originală, al cărei cel mai cunoscut reprezentant dincolo de granițele Indiei este bengalezul Satyajit Ray. Putem să- i cităm printre realizatorii clasici pe Guru Dutt,  Raj Kapoor și Adoor Gopalakrishnan.
Printre realizatorii contemporani se remarcă Mira Nair, care face parte din cinematografia indiană independentă și care a obținut mai multe recompense internaționale dintre care și un Leu de Aur la  Veneția în 2001. Filmele sale au ca nucleu exilul, conflictul dintre generații sau sexualitatea feminină și cenzura acesteia. Pe un ton mai lejer, Karan Johar, născut într- o familie de realizatori ai Bollywood –ului, posedă propria societate de producție și încearcă să reînoiască temele vechi cu reflectări asupra moravurilor familiale reprezentative pentru cinematografia comercială din Mumbai.

## Bucătărie
Bucătăria indiană este extrem de diversificată și include numeroase produse de patiserie deseori incluse în amestecuri numite masalas. Metodele se schimbă în fiecare regiune. Grâul și orezul sunt alimentele de bază ale indienilor. India este cunoscută pentru varietatea de bucătării vegetariene și non vegetariane. 

## Sporturi
Dacă sportul național este hochei pe gazon, cricket-ul este cel care în India este ridicat la rangul de pasiune națională veritabilă.Echipa indiană joacă la cel mai înalt nivel internațional și anumiți jucători ca Sachin Tendulkar sunt foarte populari atât în țara lor cât și peste hotare.Unele meciuri sunt urmărite cu fervoare de toată țara,mai ales cele dintre India și vecinul său Pakistan, sau confruntările dintre selecționata națională cu Anglia.
În unele state, în special în cele din nord-est și în Bengalul de Vest, din Goa până în Kerala, fotbalul, al cărui apogeu este în orașul Kolkata este foarte răspândit. Campionatul indian de fotbal există din anul 1996. Recent, tenis- ul a câștigat teren, în special grație tinerei profesioniste Sania Mirza. India a fost de altfel prezentă în competițiile F1 cu piloți ca Karun Chandhok sau Narain Karthikeyan la volanul unei „Force India”, firmă care a fost deținută de miliardarul indian Vijay Mallya.
Jocul de șah, originar din India, progresează și el prin creșterea numărului de maeștri indieni, începând cu Viswanathan Anand, campion mondial conform Federației internaționale de Șah în anul 2007. Alte sporturi tradiționale sunt Kabaddi, Kho- Kho și Gilli- Danda. India este tărâmul originar al disciplinei istorice și religioase – yoga și al artei marțiale antice, Kalarippayatt.

## Festivaluri
Festivalurile indiene sunt foarte variate,majoritatea religioase. Celebrate de fiecare casă, ele sunt fie naționale ca Deepavali, toamna sau Holi, primăvara fie regionale ca Pongal în statul Tamil- Nadu sau sărbătoarea Soarelui – Chatt Puja în statul Bihar sau Uttar Pradesh. Ele variază după regiuni dar și după diferitele religii existente în India : hinduism, islamism, creștinism etc. Totuși,comunitățile indiene participă atât la propriile sărbători cât și la cele ale vecinilor. Toate acestea fac din India una din țările cu cele mai multe zile de sărbători din lume.
Numărul de zile de vacanță observate în școli, administrații, întreprinderi este destul de impresionant. Vacanțele cele mai populare sunt de : Diwali, Holi, Onam, Sankranti, Gudi Padwa, cele 2 Eids, Crăciun și Vaisakhi.
India are 3 perioade de vacanțe naționale. Se observă oficial alte perioade de vacanță în state diferite. Practicile religioase fac parte din viața cotidiană și sunt un lucru public.
| Dată                                            | Nume românesc                  | Nume local                              | Semnificație                                          |
| ----------------------------------------------- | ------------------------------ | --------------------------------------- | ----------------------------------------------------- |
| 14 ianuarie                                     | Solstițiul capricornului       | Makar sankaranti în Nord, Pongal în Sud | Inaugurează jumătatea luminoasă a anului.             |
| 5 zile după luna nouă(luna neagră) din ianuarie | A cincea din primăvară         | Basant Panchami                         | Școlarii o venerează pe Sarasvati, zeița cunoașterii. |
| 26 ianuarie                                     | Ziua republicii                | Republic Day                            | Adoptarea Constituției indiene.                       |
| Luna plină din martie                           | Sărbătoarea culorilor          | Holi                                    | Victoria binelui asupra răului.                       |
| 15 august                                       | Ziua independenței             | Independence Day                        | Proclamarea independenței.                            |
| Luna plina din august                           | Sărbătoarea fraților           | Raksh Bandan                            | Întărirea legăturii dintre frate – soră.              |
| Luna nouă din noiembrie                         | Sărbătoarea luminilor          | Deepavali                               | 5 zile de sărbătoare și comemorare.                   |
| 2 octombrie                                     | Aniversarea lui Mahatma Gandhi | Gandhi Jayanti                          | Nașterea lui M. K. Gandhi, tatăl țării.               |